# Серая глупая крачка
Серая глупая крачка (лат. Anous ceruleus) — вид морских птиц из семейства чайковых (Laridae).

## Описание
Длина тела 25—28 см, размах крыльев 46—60 см, масса тела 41—69 г.

## Ареал
Вид распространён на Американском Самоа, островах Кука, Фиджи, Французской Полинезии, Кирибати, Маршалловых островах, Новой Каледонии, островах Самоа, Тонга (острова Ниуас), Тувалу и Гавайях. Как залётный вид наблюдался в Австралии и Японии. Естественная среда обитания — это открытое, мелководное море в тропических и субтропических регионах.